# Baierbrunn
Baierbrunn – gmina w Niemczech, w kraju związkowym Bawaria, w rejencji Górna Bawaria, w regionie Monachium, w powiecie Monachium. Leży około 12 km na południowy zachód od centrum Monachium, nad Izarą, przy drodze B11 i linii kolejowej Monachium – Wolfratshausen.

## Demografia

### Struktura wiekowa
Dane o ludności z 31 grudnia 2008:
| Opis                                | Ogółem | Ogółem | Kobiety | Kobiety | Mężczyźni | Mężczyźni |
| ----------------------------------- | ------ | ------ | ------- | ------- | --------- | --------- |
| Jednostka                           | osób   | %      | osób    | %       | osób      | %         |
| Populacja                           | 2837   | 100    | 1424    | 50,19   | 1413      | 49,81     |
| Wiek przedprodukcyjny (0–17 lat)    | 566    | 19,95  | 283     | 9,98    | 283       | 9,98      |
| Wiek produkcyjny (18–65 lat)        | 1702   | 59,99  | 838     | 29,54   | 864       | 30,45     |
| Wiek poprodukcyjny (powyżej 65 lat) | 569    | 20,06  | 303     | 10,68   | 266       | 9,38      |

## Polityka
Wójtem gminy jest Eugen Kramer z CSU, wcześniej urząd ten obejmowała Christine Kammermeier, rada gminy składa się z 14 osób.
|      | CSU | SPD/PFBG | ÜWG | BBIG | Zieloni | Razem |
| 2008 | 4   | 3        | 3   | 3    | 1       | 14    |
| 2002 | 4   | 3        | 4   | 3    | –       | 14    |